# Riksmötet 1996/1997
Riksmötet 1996/97 var Sveriges riksdags verksamhetsår 1996–1997. Det pågick från riksmötets öppnande den 17 september 1996 till riksmötets avslutning den 12 juni 1997.
Riksdagens talman under riksmötet 1996/97 var Birgitta Dahl (S).